# Burg Altenberg (Oberbrüden)
Die verschwundene Burg Altenberg lag auf dem Altenberg in Oberbrüden, einem Ortsteil der Gemeinde Auenwald im Rems-Murr-Kreis in Baden-Württemberg. Über die ehemalige Burganlage ist nur noch wenig bekannt; Überreste sind nicht mehr vorhanden.

## Vermutete Lage
Da oberirdisch heute keine Mauerreste mehr sichtbar sind, ist eine genaue Bestimmung der Lage nicht möglich; die hier angegebene Koordinate ist also als ungefähr zu verstehen. Der Altenberg liegt nordwestlich von Oberbrüden und ist ein sehr steiler ehemaliger Weinberg, der im Westen vom Warzenbach und im Osten vom Wittumbach umflossen wird.

## Geschichte
Ein Adelsgeschlecht derer von Brüden ist im 13. und 14. Jahrhundert sicher belegt. In einer Urkunde von 1257 wird ein Albert von Brüden (Albertus miles de Brüden) als Schultheiß in Oberbrüden erwähnt. Für das Jahr 1283 ist ein Syboto von Brüden überliefert, der für den Fall eines erbenlosen Todes ein Gut in Mulfingen dem Kloster Comburg vermachte. Für das Jahr 1350 ist dokumentiert, dass ein Fritz von Brüden und seine Ehefrau Agnes von Bretzingen Wiesen und Äcker an das Kloster Schöntal veräußerten. Möglicherweise befand sich auf dem Altenberg die Stammburg der Familie. Auf der Forstkarte Nr. 138 von Andreas Kieser von 1685 ist der Altenberg als Weinberg dargestellt. Eine Burg oder eine Ruine ist nicht zu sehen. Dies könnte darauf hindeuten, dass schon zu der Zeit kaum noch Reste vorhanden waren. Nach der Oberamtsbeschreibung von Karl Eduard Paulus konnte man um 1871 noch Schutt von Gebäuden auf dem Altenberg finden.